# Aloma
Pour plus de détails, voir Fiche technique et Distribution.
Aloma (Aloma of the South Seas) est un film muet américain de Maurice Tourneur, sorti en 1926.

## Synopsis
Aloma, une danseuse, vit sur Paradise Island, surveillée jalousement par son amant Nuitane. Lorsque Red Malloy lui cherche des ennuis, Bob Holden, un Américain présent sur l'île pour oublier une histoire d'amour malheureuse, la défend et gagne sa confiance. Sylvia, l'ancien amour de Bob, arrive sur l'île avec son mari Van Templeton. Aloma commençait à tomber amoureuse de Bob, mais celui-ci réalise qu'il aime encore Sylvia. Bob et Van disparaissent avec leur canoë pendant une tempête, ce qui fait se rapprocher les deux femmes. Mais Bob réapparaît, annonçant que Van s'est noyé. Il se réconcilie avec Sylvia et Aloma retourne avec Nuitane.

## Fiche technique
- Titre : Aloma
- Titre original : Aloma of the South Seas
- Réalisation : Maurice Tourneur
- Scénario : James Ashmore Creelman, d'après le roman Aloma of the South Seas de John B. Hymer et Leroy Clemens
- Direction artistique : Charles M. Kirk
- Photographie : Harry Fischbeck
- Production : Adolph Zukor, Jesse L. Lasky
- Société de production : Famous Players-Lasky Corporation
- Société de distribution : Paramount Pictures
- Pays de production :  États-Unis
- Langue originale : anglais
- Format : noir et blanc — 35 mm — 1,37:1 — Muet
- Genre : Mélodrame
- Durée : 90 minutes
- Date de sortie :
  - États-Unis : 16 mai 1926 (première à New York)

## Distribution

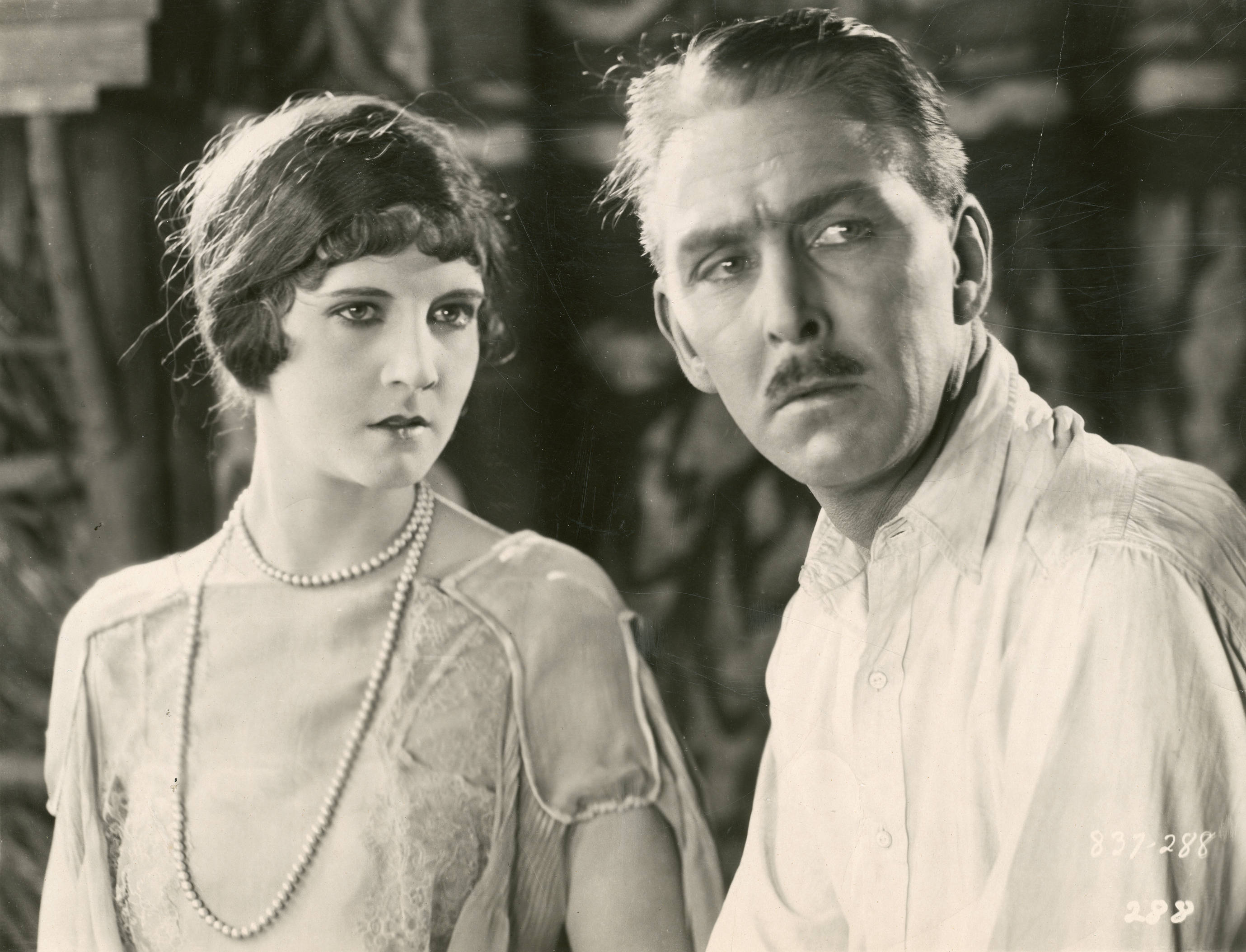
Photo d'une scène du film.

- Gilda Gray : Aloma
- Percy Marmont : Bob Holden
- Warner Baxter : Nuitane
- William Powell : Van Templeton
- Harry T. Morey : Red Malloy
- Julanne Johnston : Sylvia
- Joseph Smiley : Andrew Taylor
- Frank Montgomery : Hongi
- Michelette Burani : Hina
- Ernestine Gaines : Taula
- Aurelio Coccia : un marin

## Autour du film
- Ce film fut celui qui eut le plus de succès aux États-Unis en 1926, et il est classé 4e sur l'ensemble des années 1920[1]
- Une partie des extérieurs a été tournée à Porto Rico, et la scène du naufrage du canoë fut tournée aux studios de Long Island, les eaux des Caraïbes étant peu sures[2]